# Tournoi des Six Nations 2007
Cet article traite de l'épreuve masculine. Pour la compétition féminine, voir Tournoi des Six Nations féminin 2007.
Navigation
Tournoi 2006 Tournoi 2008
Le tournoi des Six Nations 2007 s'est déroulé en février et mars 2007. La France l'emporte comme l'année précédente devant l'Irlande qui gagne la triple couronne comme lot de consolation.
C'est la huitième édition du Tournoi des Six Nations qui oppose six équipes depuis que l'Italie a rejoint la compétition en 2000. La compétition 2007 se déroule sur cinq journées en février et mars, les Six Nations participantes affrontent toutes les autres, avec un total de quinze matchs. Si une équipe gagne ses cinq matchs, elle remporte le Grand Chelem en plus du titre de champion.

## Faits notables

Participants au tournoi des Six Nations

L'équipe d'Irlande était favorite du tournoi, étant une des seules équipes ayant un bilan favorable lors de la Tournée d'automne. Cependant, après avoir pourtant bien démarré à Cardiff (19-9), les Irlandais perdent 20-17 face à la France lors de leur tout premier match à Croke Park. L'Angleterre et la France restaient alors les seules équipes capables de remporter le Grand Chelem.
La troisième journée vit l'équipe d'Italie remporter sa toute première victoire à l'extérieur de son histoire (8 ans dans le tournoi), en inscrivant trois essais transformés en six minutes, puis préserver le score à 37-17. Le même jour, la défaite de l'Angleterre à Croke Park 43-13 est à ce moment-là le pire résultat obtenu par l'Angleterre dans le tournoi, tant au nombre de points pris qu'à la différence de points (30 points). Il faudra attendre 2023 (défaite 53-10 contre la France) pour que ce record soit battu.
La quatrième journée est marquée par la victoire des Irlandais en Écosse, ce qui leur permet de remporter la triple couronne, et la deuxième victoire de l'Italie dans ce tournoi (sa meilleure performance dans un Tournoi des Six Nations). La défaite des Français à Twickenham ne leur permet plus de réaliser un Grand Chelem.
Le vainqueur du tournoi sera désigné lors de la cinquième journée car trois équipes sont à égalité au classement provisoire avec six points, la France devançant l'Irlande et l'Angleterre à la différence de points (+42 contre +38 et +13).
Lors de la dernière journée, l'Irlande joue le premier match contre l'Italie et le gagne par 51 à 24 (+27), leur différence de points passe donc à +65. Pour gagner le tournoi, la France doit donc battre l'Écosse de 24 points et l'Angleterre battre le pays de Galles de 52 points. Le second match est celui de la France contre l'Écosse, à la mi-temps, l'équipe de France gagne de seulement 6 points (20-14) et à la 79e minute le score de 39-19 laisse la victoire à l'Irlande à 4 points près avant qu'Elvis Vermeulen ne marque un essai qui sera transformé et qui permet aux français de passer devant les irlandais (+69 contre +65). L'Angleterre doit donc remonter 56 points, mais le pays de Galles qui n'avait pas encore gagné de match, se réveille et gagne. L'Angleterre perdant, abandonne donc la victoire finale dans le tournoi à l'équipe de France.

## Classement final
| Rang | Nation         | J | V | N | D | Pm  | Pe  | Diff | Pts |
| ---- | -------------- | - | - | - | - | --- | --- | ---- | --- |
| 1    | France (T)     | 5 | 4 | 0 | 1 | 155 | 86  | +69  | 8   |
| 2    | Irlande        | 5 | 4 | 0 | 1 | 149 | 84  | +65  | 8   |
| 3    | Angleterre     | 5 | 3 | 0 | 2 | 119 | 115 | +4   | 6   |
| 4    | Italie         | 5 | 2 | 0 | 3 | 94  | 147 | -53  | 4   |
| 5    | Pays de Galles | 5 | 1 | 0 | 4 | 86  | 113 | -27  | 2   |
| 6    | Écosse         | 5 | 1 | 0 | 4 | 95  | 153 | -58  | 2   |

|  | Vainqueur du tournoi (no 1). |
|  | T, tenant du titre 2006.     |

Attribution des points : Deux points sont attribués pour une victoire, un point pour un match nul, aucun point en cas de défaite.
Règles de classement : 1. point ; 2. différence de points de matchs ; 3. nombre d'essais marqués ; 4. titre partagé.

## Acteurs du tournoi des Six Nations

### Joueurs

#### Angleterre
| Entraîneur | Entraîneur             | Brian Ashton                                                            |
| Avants     | Pilier                 | Perry Freshwater, Tim Payne, Stuart Turner, Phil Vickery , Julian White |
| Avants     | Talonneur              | George Chuter, Lee Mears                                                |
| Avants     | Deuxième ligne         | Louis Deacon, Danny Grewcock, Tom Palmer                                |
| Avants     | Troisième ligne aile   | James Haskell, Magnus Lund, Tom Rees, Joe Worsley                       |
| Avants     | Troisième ligne centre | Martin Corry, Nick Easter                                               |
| Arrières   | Demi de mêlée          | Harry Ellis, Shaun Perry, Peter Richards                                |
| Arrières   | Demi d'ouverture       | Toby Flood, Shane Geraghty, Jonny Wilkinson                             |
| Arrières   | Centre                 | Mike Catt, Andy Farrell, Jamie Noon, Mathew Tait, Mike Tindall          |
| Arrières   | Ailier                 | Josh Lewsey, Jason Robinson, David Strettle                             |
| Arrières   | Arrière                | Iain Balshaw, Mark Cueto, Olly Morgan                                   |

#### Écosse
| Entraîneur | Entraîneur             | Frank Hadden                                               |
| Avants     | Pilier                 | Allan Jacobsen, Gavin Kerr, Euan Murray                    |
| Avants     | Talonneur              | Ross Ford, Dougie Hall                                     |
| Avants     | Deuxième ligne         | Jim Hamilton, Nathan Hines, Alastair Kellock, Scott Murray |
| Avants     | Troisième ligne aile   | Kelly Brown, Allister Hogg, Jason White                    |
| Avants     | Troisième ligne centre | Johnnie Beattie, Dave Callam, Simon Taylor                 |
| Arrières   | Demi de mêlée          | Mike Blair, Chris Cusiter, Rory Lawson                     |
| Arrières   | Demi d'ouverture       | Phil Godman, Dan Parks                                     |
| Arrières   | Centre                 | Rob Dewey, Marcus Di Rollo, Andrew Henderson               |
| Arrières   | Ailier                 | Sean Lamont, Chris Paterson , Nikki Walker, Simon Webster  |
| Arrières   | Arrière                | Rory Lamont, Hugo Southwell                                |

#### France
| Entraîneur | Entraîneur             | Bernard Laporte                                                       |
| Avants     | Pilier                 | Pieter de Villiers, Sylvain Marconnet, Nicolas Mas, Olivier Milloud   |
| Avants     | Talonneur              | Benoît August, Sébastien Bruno, Raphaël Ibañez , Dimitri Szarzewski   |
| Avants     | Deuxième ligne         | Grégory Lamboley, Lionel Nallet, Pascal Papé, Jérôme Thion            |
| Avants     | Troisième ligne aile   | Serge Betsen, Julien Bonnaire                                         |
| Avants     | Troisième ligne centre | Sébastien Chabal, Imanol Harinordoquy, Elvis Vermeulen                |
| Arrières   | Demi de mêlée          | Jean-Baptiste Élissalde, Pierre Mignoni, Dimitri Yachvili             |
| Arrières   | Demi d'ouverture       | Lionel Beauxis, David Skrela                                          |
| Arrières   | Centre                 | Florian Fritz, Yannick Jauzion, David Marty                           |
| Arrières   | Ailier                 | Vincent Clerc, Christophe Dominici, Cédric Heymans, Aurélien Rougerie |
| Arrières   | Arrière                | Clément Poitrenaud, Damien Traille                                    |

#### Galles
| Entraîneur | Entraîneur             | Gareth Jenkins                                                    |
| Avants     | Pilier                 | Chris Horsman, Gethin Jenkins, Adam Jones, Duncan Jones           |
| Avants     | Talonneur              | Huw Bennett, Matthew Rees, Thomas Rhys Thomas                     |
| Avants     | Deuxième ligne         | Brent Cockbain, Ian Gough, Alun Wyn Jones, Robert Sidoli          |
| Avants     | Troisième ligne aile   | Gavin Thomas, Jonathan Thomas, Martyn Williams                    |
| Avants     | Troisième ligne centre | Ryan Jones , Alix Popham                                          |
| Arrières   | Demi de mêlée          | Dwayne Peel, Mike Phillips                                        |
| Arrières   | Demi d'ouverture       | James Hook, Stephen Jones, Ceri Sweeney                           |
| Arrières   | Centre                 | Jamie Robinson, Tom Shanklin, Gareth Thomas                       |
| Arrières   | Ailier                 | Aled Brew, Chris Czekaj, Mark Jones, Hal Luscombe, Shane Williams |
| Arrières   | Arrière                | Lee Byrne, Kevin Morgan                                           |

#### Irlande
| Entraîneur | Entraîneur             | Eddie O'Sullivan                                                   |
| Avants     | Pilier                 | Simon Best, John Hayes, Marcus Horan, Bryan Young                  |
| Avants     | Talonneur              | Rory Best, Jerry Flannery                                          |
| Avants     | Deuxième ligne         | Trevor Hogan, Donncha O'Callaghan, Paul O'Connell, Mick O'Driscoll |
| Avants     | Troisième ligne aile   | Neil Best, Simon Easterby, David Wallace                           |
| Avants     | Troisième ligne centre | Denis Leamy                                                        |
| Arrières   | Demi de mêlée          | Isaac Boss, Eoin Reddan, Peter Stringer                            |
| Arrières   | Demi d'ouverture       | Ronan O'Gara, Paddy Wallace                                        |
| Arrières   | Centre                 | Gordon D'Arcy, Brian O'Driscoll                                    |
| Arrières   | Ailier                 | Denis Hickie, Shane Horgan, Andrew Trimble                         |
| Arrières   | Arrière                | Girvan Dempsey, Geordan Murphy                                     |

#### Italie
| Entraîneur | Entraîneur             | Pierre Berbizier                                                                          |
| Avants     | Pilier                 | Martín Castrogiovanni, Andrea Lo Cicero, Carlos Nieto, Salvatore Perugini, Fabio Staibano |
| Avants     | Talonneur              | Carlo Festuccia, Leonardo Ghiraldini, Fabio Ongaro                                        |
| Avants     | Deuxième ligne         | Valerio Bernabo, Marco Bortolami , Santiago Dellape                                       |
| Avants     | Troisième ligne aile   | Mauro Bergamasco, Roberto Mandelli, Josh Sole, Maurizio Zaffiri, Alessandro Zanni         |
| Avants     | Troisième ligne centre | Sergio Parisse                                                                            |
| Arrières   | Demi de mêlée          | Paul Griffen, Alessandro Troncon                                                          |
| Arrières   | Demi d'ouverture       | Ramiro Pez, Andrea Scanavacca                                                             |
| Arrières   | Centre                 | Matteo Barbini, Mirco Bergamasco, Gonzalo Canale, Ezio Galon                              |
| Arrières   | Ailier                 | Denis Dallan, Andrea Masi, Matteo Pratichetti, Kaine Robertson                            |
| Arrières   | Arrière                | Roland de Marigny                                                                         |

## Meilleurs marqueurs d'essais
| 1 | Jason Robinson      | 4 | Angleterre |
| - | Ronan O'Gara        | 4 | Irlande    |
| 3 | Girvan Dempsey      | 3 | Irlande    |
| 4 | Yannick Jauzion     | 2 | France     |
| - | Christophe Dominici | 2 | France     |
| - | Cédric Heymans      | 2 | France     |
| - | Sébastien Chabal    | 2 | France     |
| - | Andrea Scanavacca   | 2 | Italie     |
| - | Mirco Bergamasco    | 2 | Italie     |
| - | Kaine Robertson     | 2 | Italie     |
| - | Rob Dewey           | 2 | Écosse     |
| - | Shane Horgan        | 2 | Irlande    |
| - | Denis Hickie        | 2 | Irlande    |

## Meilleurs marqueurs de points
| 1 | Ronan O'Gara      | 82 | Irlande    |
| 2 | Chris Paterson    | 65 | Écosse     |
| 3 | Jonny Wilkinson   | 50 | Angleterre |
| 4 | David Skrela      | 47 | France     |
| 5 | Andrea Scanavacca | 31 | Italie     |

## Les matches
- Première journée :

| Le 3 février : | Italie         | 3 - 39  | France  |
| Le 3 février : | Angleterre     | 42 - 20 | Écosse  |
| Le 4 février : | Pays de Galles | 9 - 19  | Irlande |

- Deuxième journée :

| Le 10 février : | Angleterre | 20 - 7  | Italie         |
| Le 10 février : | Écosse     | 21 - 9  | Pays de Galles |
| Le 11 février : | Irlande    | 17 - 20 | France         |

- Troisième journée :

| Le 24 février : | Écosse  | 17 - 37 | Italie         |
| Le 24 février : | Irlande | 43 - 13 | Angleterre     |
| Le 24 février : | France  | 32 - 21 | Pays de Galles |

- Quatrième journée :

| Le 10 mars : | Écosse     | 18 - 19 | Irlande        |
| Le 10 mars : | Italie     | 23 - 20 | Pays de Galles |
| Le 11 mars : | Angleterre | 26 - 18 | France         |

- Cinquième journée :

| Le 17 mars à 14h30 : | Italie         | 24 - 51 | Irlande    |
| Le 17 mars à 16h30 : | France         | 46 - 19 | Écosse     |
| Le 17 mars à 18h30 : | Pays de Galles | 27 - 18 | Angleterre |

## Première journée

### Italie - France
Résultat
| Équipes            | Italie - France |
| Score              | 3-39 (3-22) |
| Date               | 3 février 2007 |
| Stade              | Stade Flaminio à Rome |
| Arbitre            | Wayne Barnes Angleterre |
| Évolution du score | 0-0, 0-3, 0-8, 0-10, 0-15, 0-17, 3-17, 3-22, 3-27, 3-29, 3-34, 3-36, 3-39                                                                              |
| Italie             | 1 pénalité (Pez, 36e) |
| France             | 5 essais (Dominici 24e, Heymans 31e, Chabal 40e, 45e, Jauzion 63e) 4 transformations (Skrela 24e, 31e, 45e, 63e) 2 pénalités (Skrela 12e, Beauxis 72e) |

Le match voit une domination des Français, concrétisée à la marque par cinq essais, dont deux de Sébastien Chabal qui fait son retour dans le XV de France. Christophe Dominici marque son 22e essai en équipe de France et se rapproche de Christian Darrouy au palmarès des meilleurs marqueurs d'essais français.
Composition des équipes
- Italie
  - Titulaires :
 15 Roland de Marigny, 14 Denis Dallan, 13 Gonzalo Canale, 12 Mirco Bergamasco, 11 Andrea Masi, 10 Andrea Scanavacca, 9 Paul Griffen, 8 Sergio Parisse, 7 Mauro Bergamasco, 6 Josh Sole, 5 Marco Bortolami (cap.), 4 Santiago Dellapè, 3 Carlos Nieto, 2 Fabio Ongaro, 1 Salvatore Perugini
  - Remplaçants :
 16 Carlo Festuccia, 17 Andrea Lo Cicero, 18 Martin Castrogiovanni, 19 Roberto Mandelli, 20 Alessandro Troncon, 21 Ramiro Pez, 22 Kaine Robertson
  - Entraîneur : Pierre Berbizier
- France
  - Titulaires :
15 Clément Poitrenaud, 11 Christophe Dominici, 13 Florian Fritz, 12 Yannick Jauzion, 14 Cédric Heymans, 10 David Skrela, 9 Pierre Mignoni, 7 Julien Bonnaire, 8 Sébastien Chabal, 6 Serge Betsen, 5 Jérôme Thion, 4 Lionel Nallet, 3 Pieter de Villiers, 2 Raphaël Ibañez (cap.), 1 Olivier Milloud
  - Remplaçants : 
 16 Dimitri Szarzewski, 17 Sylvain Marconnet, 18 Pascal Papé, 19 Imanol Harinordoquy, 20 Dimitri Yachvili, 21 Lionel Beauxis, 22 Vincent Clerc
  - Entraîneur : Bernard Laporte

### Angleterre - Écosse
Résultat
| Équipes            | Angleterre — Écosse |
| Score              | 42-20 (17-10) |
| Date               | 3 février 2007 |
| Stade              | Twickenham à Londres |
| Arbitre            | Marius Jonker Afrique du Sud |
| Évolution du score | 0-0, 3-0, 3-3, 6-3, 6-8, 6-10, 9-10, 12-10, 17-10, 17-13, 20-13, 23-13, 28-13, 30-13, 35-13, 37-13, 42-13, 42-18, 42-20                                             |
| Angleterre         | 4 essais (Robinson 36e, 54e, Wilkinson 58e, Lund 71e) 2 transformations (Wilkinson 54e, 58e) 5 pénalités (Wilkinson 11e, 28e, 30e, 48e, 52e) 1 drop (Wilkinson 18e) |
| Écosse             | 2 essais (Taylor 25e, Dewey 76e) 2 transformations (Paterson 25e, 76e) 2 pénalités (Paterson 17e, 41e)                                                              |

Jonny Wilkinson a été rappelé en sélection nationale, quatre ans après son drop victorieux dans la dernière minute des prolongations de la finale de coupe du monde 2003. Entre blessures de l'épaule, du bras droit, des ligaments, son retour, malgré les doutes émis par l'entraineur anglais quant à ses  chances de succès, est parfaitement réussi : Il transforme deux essais, inscrit un drop, cinq pénalités, et un essai, portant donc à 27 son total de points dans la rencontre. Alors qu'il avait annoncé sa retraite internationale en 2005, Jason Robinson revient dans la sélection anglaise et inscrit 2 essais.

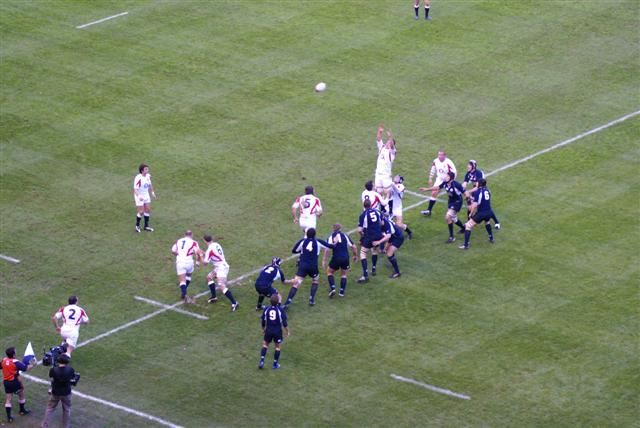

Composition des équipes
- Angleterre
  - Titulaires :
 Olly Morgan; Josh Lewsey, Mike Tindall, Andy Farrell, Jason Robinson; Jonny Wilkinson, Harry Ellis; Perry Freshwater, George Chuter, Phil Vickery (capt), Louis Deacon, Danny Grewcock, Joe Worsley, Magnus Lund, Martin Corry.
  - Remplaçants :
 Lee Mears, Julian White, Tom Palmer, Lewis Moody, Peter Richards, Toby Flood, Mathew Tait.
  - Entraîneur : Brian Ashton
- Écosse
  - Titulaires :
 Hugo Southwell; Sean Lamont, Marcus Di Rollo, Andrew Henderson, Chris Paterson cap., Dan Parks, Chris Cusiter; Gavin Kerr; Dougie Hall, Euan Murray, Alastair Kellock, James Hamilton, Simon Taylor, David Callam, Kelly Brown.
  - Remplaçants :
 Ross Ford, Allan Jacobsen, Scott Murray, Allister Hogg, Rory Lawson, Rob Dewey, Rory Lamont.
  - Entraîneur : Frank Hadden

### Galles - Irlande
Résultat
| Équipes            | Pays de Galles - Irlande                                                           |
| Score              | 9-19                                                                               |
| Date               | 4 février 2007                                                                     |
| Stade              | Millennium Stadium à Cardiff                                                       |
| Arbitre            | Kelvin Deaker Nouvelle-Zélande                                                     |
| Évolution du score | 0-0, 0-5, 3-5, 6-5, 9-5, 9-10, 9-12, 9-17, 9-19                                    |
| Galles             | 3 pénalités (Jones 9e, 18e, 25e)                                                   |
| Irlande            | 3 essais (Best 1re, O'Driscoll 33e, O'Gara 71e) 2 transformations (O'Gara 3e, 71e) |

Victoire à l'extérieur des Irlandais qui marquent trois essais alors que les Gallois doivent se contenter de 3 pénalités.
Composition des équipes
- Pays de Galles
  - Titulaires :
 15 Kevin Morgan, 14 Hal Luscombe, 13 Jamie Robinson, 12 James Hook, 11 Chris Czekaj, 10 Stephen Jones, 9 Dwayne Peel, 8 Ryan Jones, 7 Martyn Williams, 6 Alix Popham, 5 Alun Wyn Jones, 4 Ian Gough, 3 Chris Horsman, 2 T Rhys Thomas, 1 Gethin Jenkins.
  - Remplaçants :
 16 Matthew Rees, 17 Duncan Jones, 18 Robert Sidoli, 19 Gavin Thomas, 20 Mike Phillips, 21 Ceri Sweeney, 22 Aled Brew
  - Entraîneur : Gareth Jenkins
- Irlande
  - Titulaires :
 15 Girvan Dempsey, 14 Andrew Trimble,13 Brian O'Driscoll (capt.), 12 Gordon D'Arcy, 11 Denis Hickie, 10 Ronan O'Gara, 9 Peter Stringer, 8 Denis Leamy, 7 David Wallace, 6 Simon Easterby, 5 Paul O'Connell, 4 Donncha O'Callaghan, 3 John Hayes, 2 Rory Best, 1 Marcus Horan
  - Remplaçants :
 16 Jerry Flannery, 17 Simon Best, 19 Neil Best, 18 Mick O'Driscoll, 20 Isaac Boss, 21 Paddy Wallace, 22 Geordan Murphy
  - Entraîneur : Eddie O'Sullivan

## Deuxième journée

### Angleterre - Italie
Résultat
| Équipes            | Angleterre - Italie                                                   |
| Score              | 20-7                                                                  |
| Date               | 10 février 2007                                                       |
| Stade              | Stade de Twickenham                                                   |
| Arbitre            | Nigel Owens                                                           |
| Évolution du score | 3-0, 6-0, 9-0, 14-0, 17-0, 17-5, 17-7, 20-7                           |
| Angleterre         | 1 essai (Robinson 39e) 5 pénalités (Wilkinson 3e, 15e, 24e, 56e, 74e) |
| Italie             | 1 essai (Scanavacca 65e) 1 transformation (Scanavacca 65e)            |

Deux changements sont effectués dans l'équipe de la Rose, par rapport au 1er match, avec les rentrées de l'arrière Iain Balshaw  et du flanker Nick Easter. Il y a six changements dans l'équipe d'Italie avec les entrées de Kaine Robertson (14), Alessandro Troncon (9), Maurizio Zaffiri (7), Martin Castrogiovanni (3), Carlo Festuccia (2) et Andrea Lo Cicero (1).
Le match est d'une qualité moyenne, plutôt dominé par les Italiens en deuxième mi-temps. Une fois de plus la marque côté anglais est assurée par ses deux anciens : Jonny Wilkinson et Jason Robinson.
Composition des équipes
- Angleterre
  - Titulaires :
 15 Iain Balshaw, 14 Josh Lewsey, 13 Mike Tindall, 12 Andy Farrell, 11 Jason Robinson, 10 Jonny Wilkinson, 9 Harry Ellis, 8 Martin Corry, 7 Nick Easter, 6 Magnus Lund, 5 Louis Deacon, 4 Danny Grewcock, 3 Perry Freshwater, 2 George Chuter, 1 Phil Vickery (cap.)
  - Remplaçants :
 16 Lee Mears, 17 Julian White, 18 Tom Palmer, 19 Tom Rees, 20 Peter Richards, 12 Toby Flood, 22 Mathew Tait
  - Entraîneur : Brian Ashton
- Italie
  - Titulaires :
 15 Roland de Marigny, 14 Denis Dallan, 13 Gonzalo Canale, 12 Mirco Bergamasco, 11 Kaine Robertson, 10 Andrea Scanavacca, 9 Alessandro Troncon, 8 Sergio Parisse, 7 Maurizio Zaffiri, 6 Josh Sole, 5 Marco Bortolami (cap.), 4 Santiago Dellapè, 3 Martin Castrogiovanni, 2 Carlo Festuccia, 1 Andrea Lo Cicero
  - Remplaçants : 
 16 Fabio Ongaro, 17 Salvatore Perugini, 18 Valerio Bernabo, 19 Roberto Mandelli, 20 Paul Griffen, 21 Ramiro Pez, 22 Matteo Pratichetti
  - Entraîneur : Pierre Berbizier

### Écosse - Galles
Résultat
| Équipes            | Écosse - Pays de Galles                                       |
| Score              | 21-9 (9-6)                                                    |
| Date               | 10 février 2007                                               |
| Stade              | Murrayfield à Édimbourg                                       |
| Arbitre            | Alan Lewis Irlande                                            |
| Évolution du score | 3-0, 6-0, 6-3, 9-3, 9-6, 12-6, 15-6, 15-9, 18-9, 21-9         |
| Écosse             | 7 pénalités (Chris Paterson 4e, 18e, 37e, 49e, 52e, 58e, 78e) |
| Galles             | 3 pénalités (Stephen Jones 23e, 39e, 54e)                     |

Quatre changements sont effectués côté gallois avec la rentrée de trois Jones (Mark, Adam et Duncan) et de Robert Sidoli. Il y a trois changements dans l'équipe d'Écosse avec la titularisation de Rob Dewey, Scott Murray et de Phil Godman.
Malgré une nette domination, les Écossais ne marquent pas d'essais, leur succès est obtenu pas sept pénalités réussies de Chris Paterson.
Composition des équipes
- Écosse
  - Titulaires :
 Hugo Southwell; Sean Lamont, Marcus Di Rollo, Andrew Henderson, Chris Paterson cap., Dan Parks, Chris Cusiter; David Callam, Kelly Brown, Simon Taylor; Scott Murray, James Hamilton; Gavin Kerr, Dougie Hall, Euan Murray.
  - Remplaçants :
 Ross Ford, Allan Jacobsen, Nathan Hines, Allister Hogg, Rory Lawson, Simon Webster, Nikki Walker.
  - Entraîneur : Frank Hadden
- Pays de Galles
  - Titulaires :
 15 Kevin Morgan, 14 Mark Jones, 13 Jamie Robinson, 12 James Hook, 11 Chris Czekaj, 10 Stephen Jones, 9 Dwayne Peel, 8 Ryan Jones, 7 Martyn Williams, 6 Alix Popham, 5 Alun Wyn Jones, 4 Robert Sidoli, 3 Adam Jones, 2 T Rhys Thomas, 1 Duncan Jones.
  - Remplaçants :
 16 Matthew Rees, 17 Gethin Jenkins, 18 Ian Gough, 19 Jonathan Thomas, 20 Mike Phillips, 21 Ceri Sweeney, 22 Tom Shanklin
  - Entraîneur : Gareth Jenkins

### Irlande - France
Résultat
| Équipes            | Irlande - France                                                                                         |
| Score              | 17-20 (11-13)                                                                                            |
| Date               | 11 février 2007                                                                                          |
| Stade              | Croke Park à Dublin                                                                                      |
| Arbitre            | Steve Walsh Nouvelle-Zélande                                                                             |
| Évolution du score | 0-3, 0-6, 3-6, 3-13, 6-13, 11-13, 14-13, 17-13, 17-20                                                    |
| Irlande            | 1 essai (O'Gara 32e) 4 pénalités (O'Gara 12e, 32e, 56e, 77e)                                             |
| France             | 2 essais (Ibanez 14e, Clerc 78e) 2 transformations (Skrela 15e, Beauxis 79e) 2 pénalités (Skrela 3e, 9e) |

Cinq changements sont effectués dans le XV de France par rapport au 1er match avec la rentrée de Sylvain Marconnet, Pascal Papé, Imanol Harinordoquy, David Marty et Vincent Clerc qui prennent la place respectivement de Olivier Milloud, Jérôme Thion, Julien Bonnaire, Florian Fritz et Cédric Heymans. 
Il y a deux changement dans le XV irlandais, Brian O'Driscoll et Peter Stringer sont tous les deux blessés et sont remplacés par Geordan Murphy (Shane Horgan passant au centre) et Isaac Boss.
Match très disputé entre deux équipes très proches l’une de l’autre, les Français l'emportent en marquant deux essais contre un aux Irlandais, dont un en fin de match par Vincent Clerc qui donne la victoire aux Bleus.
Composition des équipes
- Irlande
  - Titulaires :
 15 Girvan Dempsey, 14 Geordan Murphy,13 Shane Horgan, 12 Gordon D'Arcy, 11 Denis Hickie, 10 Ronan O'Gara, 9 Isaac Boss, 8 Denis Leamy, 7 David Wallace, 6 Simon Easterby, 5 Paul O'Connell, 4 Donncha O'Callaghan, 3 John Hayes, 2 Rory Best, 1 Marcus Horan
  - Remplaçants :
 16 Jerry Flannery, 17 Simon Best, 19 Neil Best, 18 Mick O'Driscoll, 20 Eoin Reddan, 21 Paddy Wallace, 22 Andrew Trimble
  - Entraîneur : Eddie O'Sullivan
- France
  - Titulaires :
15 Clément Poitrenaud, 11 Christophe Dominici, 13 David Marty, 12 Yannick Jauzion, 14 Vincent Clerc, 10 David Skrela, 9 Pierre Mignoni, 7 Imanol Harinordoquy, 8 Sébastien Chabal, 6 Serge Betsen, 5 Lionel Nallet, 4 Pascal Papé, 3 Pieter de Villiers, 2 Raphaël Ibañez (cap.), 1 Sylvain Marconnet
  - Remplaçants :
 16 Sébastien Bruno, 17 Olivier Milloud, 18 Jérôme Thion, 19 Julien Bonnaire, 20 Dimitri Yachvili, 21 Lionel Beauxis, 22 Cédric Heymans
  - Entraîneur : Bernard Laporte

## Troisième journée

### Écosse - Italie
Résultat
| Équipes            | Écosse - Italie |
| Score              | 17-37 (10-24) |
| Date               | 24 février 2007 |
| Stade              | Murrayfield |
| Arbitre            | Donal Courtney Irlande |
| Évolution du score | 0-0, 0-7, 0-14, 0-21, 7-21, 7-24, 10-24, 17-24, 17-27, 17-30, 17-37                                                                                      |
| Écosse             | 2 essais (Dewey 15e, Paterson 61e) 2 transformations (Paterson 16e, 62e) 1 pénalité (Paterson 40e)                                                       |
| Italie             | 4 essais (Bergamasco 1e, Scanavacca 4e, Robertson 6e, Troncon 75e) 4 transformations (Scanavacca 2e, 4e, 7e, 76e) 3 pénalités (Scanavacca 19e, 66e, 72e) |

Première victoire de l'Italie à l'extérieur dans le cadre du tournoi des Six Nations. L'Italie marque quatre essais dont trois au cours des 6 premières minutes de jeu à la suite d'interceptions.

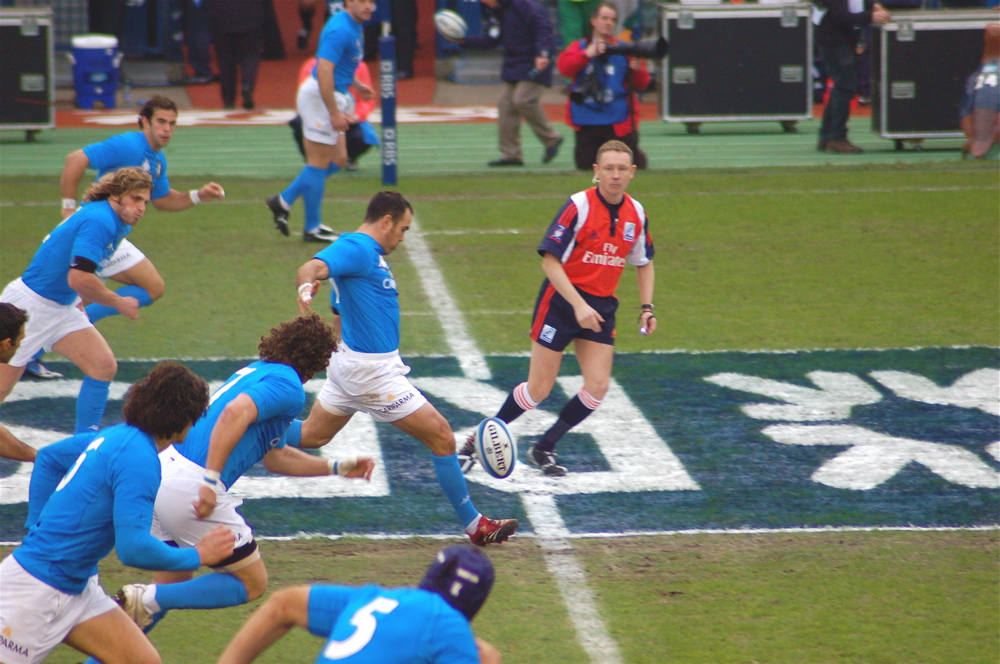

Composition des équipes
- Écosse
  - Titulaires :
 15 Hugo Southwell, 14 Sean Lamont, 13 Marcus Di Rollo, 12 Rob Dewey, 11 Chris Paterson (cap.), 10 Phil Godman, 9 Chris Cusiter, 8 Dave Callam, 7 Kelly Brown, 6 Simon Taylor, 5 Scott Murray, 4 Nathan Hines, 3 Euan Murray, 2 Dougie Hall, 1 Gavin Kerr.
  - Remplaçants :
16 Ross Ford, 17 Allan Jacobsen, 18 Jim Hamilton, 19 Allister Hogg, 20 Rory Lawson, 21 Andrew Henderson, 22 Nikki Walker.
- Italie
  - Titulaires :
15 Roland De Marigny, 14 Kaine Robertson, 13 Gonzalo Canale, 12 Mirco Bergamasco, 11 Andrea Masi, 10 Andrea Scanavacca, 9 Alessandro Troncon, 8 Sergio Parisse, 7 Mauro Bergamasco, 6 Alessandro Zanni, 5 Marco Bortolami (c), 4 Santiago Dellapè, 3 Martin Castrogiovanni, 2 Carlo Festuccia, 1 Andrea Lo Cicero
  - Remplaçants :
16 Fabio Ongaro, 17 Salvatore Perugini, 18 Carlos Nieto, 19 Valerio Bernabo, 20 Maurizio Zaffiri, 21 Paul Griffen, 22 Ramiro Pez

### Irlande - Angleterre
Résultat
| Équipes            | Irlande - Angleterre |
| Score              | 43-13 |
| Date               | 24 février 2007 |
| Stade              | Croke Park |
| Arbitre            | Joël Jutge France |
| Évolution du score | 0-3, 3-3, 6-3, 9-3, 14-3, 16-3, 21-3, 23-3, 26-3, 26-8, 26-10, 26-13, 29-13, 34-13, 36-13, 41-13, 43-13                           |
| Irlande            | 4 essais (Dempsey 30e, Wallace 38e, Horgan 65e, Boss 78e) 4 transformations (O'Gara 30e, 38e, 65e, Boss 78e) 5 pénalités (O'Gara) |
| Angleterre         | 1 essai (Strettle 48e) 1 transformation (Wilkinson 48e) 2 pénalités' (Wilkinson)                                                  |

Pour son premier match contre les Anglais à Croke Park, l'Irlande bat l'Angleterre en battant le record d'écart de points entre les deux équipes (+30).
Composition des équipes
- Irlande
  - Titulaires :
Girvan Dempsey, 14 Shane Horgan, 13 Brian O'Driscoll (cap), 12 Gordon D'Arcy, 11 Denis Hickie, 10 Ronan O'Gara, 9 Peter Stringer, 8 Denis Leamy, 7 David Wallace, 6 Simon Easterby, 5 Paul O'Connell, 4 Donncha O'Callaghan, 3 John Hayes, 2 Rory Best, 1 Marcus Horan.
  - Remplaçants :
 16 Jerry Flannery, 17 Simon Best, 18 Neil Best, 19 Mick O'Driscoll, 20 Isaac Boss, 21 Paddy Wallace, 22 Andrew Trimble.
  - Entraineur :
- Angleterre
  - Titulaires :
15 Olly Morgan, 14 Josh Lewsey, 13 Mike Tindall, 12 Andy Farrell, 11 David Strettle, 10 Jonny Wilkinson, 9 Harry Ellis, 8 Martin Corry, 7 Magnus Lund, 6 Joe Worsley, 5 Danny Grewcock, 4 Louis Deacon, 3 Phil Vickery (cap.), 2 George Chuter, 1 Perry Freshwater.
  - Remplaçants:
16 Lee Mears, 17 Julian White, 18 Tom Palmer, 19 Tom Rees, 20 Shaun Perry, 21 Toby Flood, 22 Mathew Tait.
  - Entraineur :

### France - Galles
Résultat
| Équipes            | France - Pays de Galles |
| Score              | 32-21 (23-14) |
| Date               | 24 février 2007 |
| Stade              | Stade de France |
| Arbitre            | Tony Spreadbury Angleterre |
| Évolution du score | 3-0, 3-7, 3-14, 6-14, 13-14, 20-14, 23-14, 26-14, 29-14, 29-21, 32-21                                                            |
| France             | 2 essais (Dominici 28e, Nallet 34e) 2 transformations (Skrela 29e, 35e) 6 pénalités (Skrela 8e, 17e, 36e, 45e, 50e, Beauxis 80e) |
| Galles             | 3 essais (Popham 10e, Shanklin 14e, Robinson 75e) 2 transformations (S.Jones 11e, 15e)                                           |

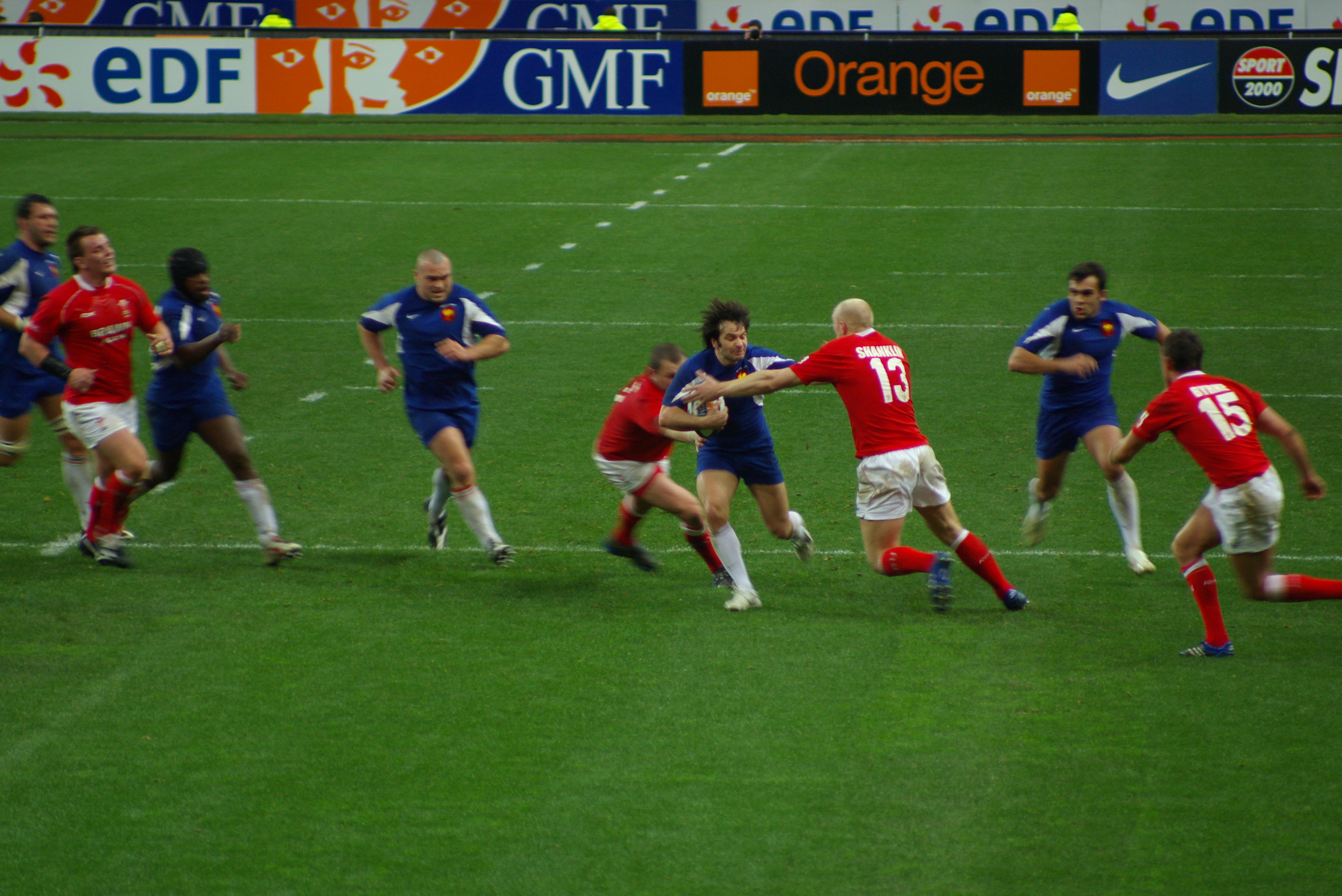
France-Galles du Tournoi 2007, percée de Christophe Dominici

Les Gallois mènent au score (14-3), avec deux essais de Popham et Shanklin, puis sont dépassés par les Français qui marquent deux essais dont un par Christophe Dominici auteur d'une percée entre plusieurs Gallois. 
Dominici rejoint Christian Darrouy au classement des meilleurs marqueurs d'essais français (voir Équipe de France de rugby à XV).
Composition des équipes
- France
  - Titulaires : 15 Clément Poitrenaud, 14 Vincent Clerc, 13 David Marty, 12 Yannick Jauzion, 11 Christophe Dominici, 10 David Skrela, 9 Pierre Mignoni, 7 Julien Bonnaire, 8 Elvis Vermeulen, 6 Serge Betsen, 5 Lionel Nallet, 4 Jérôme Thion, 3 Nicolas Mas, 2 Raphaël Ibañez (cap.), 1 Olivier Milloud
  - Remplaçants : 16 Benoît August, 17 Sylvain Marconnet, 18 Grégory Lamboley, 19 Imanol Harinordoquy, 20 Dimitri Yachvili, 21 Lionel Beauxis, 22 Aurélien Rougerie
  - Entraineur : Bernard Laporte
- Pays de Galles
  - Titulaires : 15 Lee Byrne, 14 Shane Williams, 13 Tom Shanklin, 12 James Hook, 11 Mark Jones, 10 Stephen Jones, 9 Dwayne Peel, 8 Ryan Jones, 7 Martyn Williams, 6 Alix Popham, 5 Alun Wyn Jones, 4 Ian Gough, 3 Chris Horsman, 2 Matthew Rees, 1 Gethin Jenkins.
  - Remplaçants : 16 T Rhys Thomas, 17 Duncan Jones, 18 Brent Cockbain, 19 Jonathan Thomas, 20 Michael Phillips, 21 Ceri Sweeney, 22 Jamie Robinson.

## Quatrième journée

### Écosse - Irlande
Résultat
| Équipes            | Écosse - Irlande                                                                          |
| Score              | 18-19 (9-13)                                                                              |
| Date               | 10 mars 2007                                                                              |
| Stade              | Murrayfield                                                                               |
| Arbitre            | Dave Pearson Angleterre                                                                   |
| Évolution du score | 0-0, 0-3, 3-3, 3-10, 6-10, 6-13, 9-13, 12-13, 15-13, 18-13, 18-16, 18-19                  |
| Écosse             | 6 pénalités (Paterson 17e, 35e, 40e, 52e, 60e, 65e)                                       |
| Irlande            | 1 essai (O'Gara 29e) 1 transformation (O'Gara 30e) 4 pénalités (O'Gara 8e, 38e, 67e, 69e) |

L'Irlande remporte la triple couronne, tous les points irlandais sont marqués par Ronan O'Gara qui est l'auteur du seul essai du match.

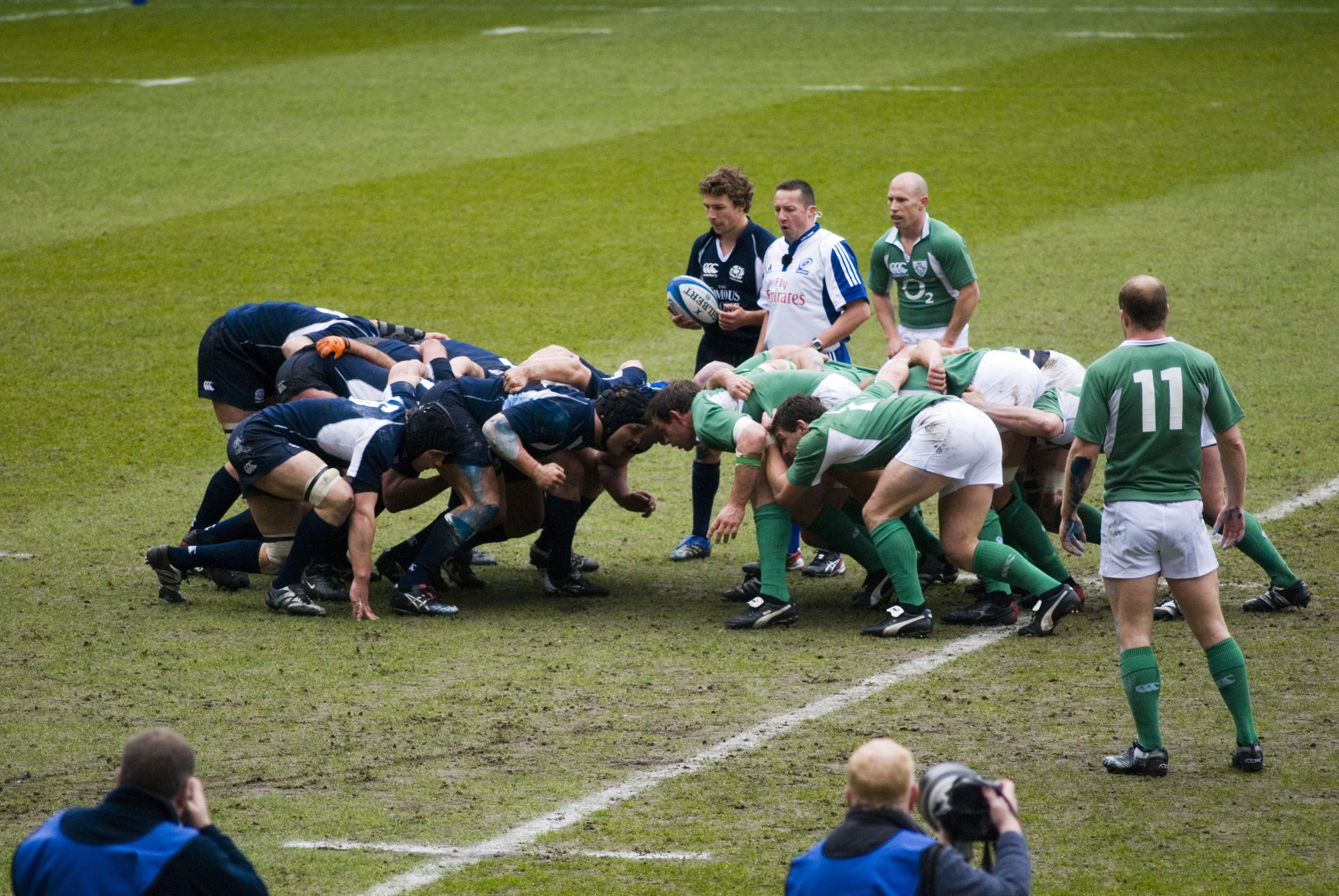

Composition des équipes
- Écosse
  - Titulaires :
 15 Hugo Southwell, 14 Sean Lamont, 13 Marcus Di Rollo, 12 Rob Dewey, 11 Chris Paterson (c), 10 Dan Parks, 9 Chris Cusiter, 8 David Callam, 7 Kelly Brown, 6 Simon Taylor, 5 Scott Murray, 4 Nathan Hines, 3 Euan Murray, 2 Dougie Hall, 1 Gavin Kerr.
  - Remplaçants :
 16 Ross Ford, 17 Allan Jacobsen, 18 James Hamilton, 19 Allister Hogg, 20 Rory Lawson, 21 Andrew Henderson, 22 Rory Lamont.

- Irlande
  - Titulaires :
 15 Girvan Dempsey, 14 Shane Horgan, 13 Brian O'Driscoll, 12 Gordon D'Arcy, 11 Denis Hickie, 10 Ronan O'Gara, 9 Peter Stringer, 8 Denis Leamy, 7 David Wallace, 6 Simon Easterby, 5 Paul O'Connell, 4 Donncha O'Callaghan, 3 John Hayes, 2 Rory Best, 1 Marcus Horan,
  - Remplaçants :
 16 Jerry Flannery, 17 Simon Best, 18 Mick O'Driscoll, 19 Neil Best, 20 Eoin Reddan, 21 Paddy Wallace, 22 Andrew Trimble.

### Italie - Galles
Résultat
| Équipes            | Italie - Pays de Galles                                                                                   |
| Score              | 23-20 |
| Date               | 10 mars 2007                                                                                              |
| Stade              | Stade Flaminio                                                                                            |
| Arbitre            | Chris White Angleterre                                                                                    |
| Évolution du score | 0-0, 3-0, 6-0, 6-7, 13-7, 13-10, 13-17, 13-20, 16-20, 23-20                                               |
| Italie             | 2 essais (Robertson 36e, Bergamasco 77e) 2 transformations (Pez 37e, 78e) 3 pénalités (Pez 12e, 20e, 73e) |
| Galles             | 2 essais (Williams 25e, Rees 46e) 2 transformations (Jones 26e, Hook 47e) 2 pénalités (Hook 44e, 54e)     |

Pour la première fois de son histoire, l'équipe d'Italie remporte deux victoires dans le tournoi. Son succès est acquis en fin de match grâce à un essai de Bergamasco, les Gallois ont la possibilité d'égaliser avec une pénalité mais ils choisissent de faire une pénal-touche et n'ont pas le temps de jouer la touche avant la fin du match.
Composition des équipes
- Pays de Galles
  - Titulaires :
15 Kevin Morgan, 14 Mark Jones, 13 Shane Williams, 12 Tom Shanklin, 11 James Hook, 10 Stephen Jones, 9 Dwayne Peel, 8 Martyn Williams, 7 Ryan Jones, 6 Alix Popham, 5 Alun Wyn Jones, 4 Ian Gough, 3 Chris Horsman, 2 Matthew Rees, 1 Gethin Jenkins
  - Remplaçants :
16 T Rhys Thomas, 17 Duncan Jones, 18 Adam Jones, 19 Brent Cockbain, 20 Jonathan Thomas, 21 Michael Phillips, 22 Gareth Thomas.
  - Entraineur :
- Italie
  - Titulaires :
15 Roland De Marigny, 14 Kaine Robertson, 13 Gonzalo Canale, 12 Mirco Bergamasco, 11 Matteo Pratichetti, 10 Ramiro Pez, 9 Alessandro Troncon, 8 Sergio Parisse, 7 Mauro Bergamasco, 6 Alessandro Zanni, 5 Marco Bortolami (cap), 4 Santiago Dellapè, 3 Carlos Nieto, 2 Carlo Festuccia, 1 Andrea Lo Cicero
  - Remplaçants :
16 Leonardo Ghiraldini, 7 Salvatore Perugini, 18 Fabio Staibano, 19 Valerio Bernabo, 20 Maurizio Zaffiri, 21 Paul Griffen, 22 Andrea Scanavacca
  - Entraineur :

### Angleterre - France
Résultat
| Équipes            | Angleterre - France |
| Score              | 26-18 (9-12) |
| Date               | 11 mars 2007 |
| Stade              | Stade de Twickenham |
| Arbitre            | Jonathan Kaplan Afrique du Sud                                                                                                 |
| Évolution du score | 0-0, 0-3, 3-3, 3-6, 3-9, 6-9, 6-12, 9-12, 16-12, 16-15, 16-18, 19-18, 26-18                                                    |
| Angleterre         | 2 essais (Flood 47e et Tindall 72e) 2 transformations (Flood 48e, Geraghty 73e) 4 pénalités (Flood 8e, 31e, 35e, Geraghty 67e) |
| France             | 6 pénalités (Skrela 4e, 15e, 21e, Yachvili 33e, 53e, 58e)                                                                      |

L'Angleterre l'emporte à l'issue d'un match très disputé, les Anglais marquent les deux seuls essais du match.
Composition des équipes
- Angleterre
  - Titulaires :
15 Josh Lewsey, 14 Jason Robinson, 13 Mike Tindall, 12 Mike Catt, 11 David Strettle, 10 Toby Flood, 9 Harry Ellis, 8 Nick Easter, 7 Tom Rees, 6 Joe Worsley, 5 Tom Palmer, 4 Martin Corry, 3 Julian White, 2 George Chuter, 1 Tim Payne.
  - Remplaçants : 
 16 Lee Mears, 17 Stuart Turner, 18 Louis Deacon, 19 Magnus Lund, 20 Shaun Perry, 21 Shane Geraghty, 22 Mathew Tait.

L'équipe anglaise est largement remaniée après sa défaite en Irlande, avec notamment la rentrée de Mike Catt (35 ans) qui prend les galons de capitaine.
- France
  - Titulaires :
15 Clément Poitrenaud, 14 Vincent Clerc, 13 David Marty, 12 Yannick Jauzion, 11 Christophe Dominici, 10 David Skrela, 9 Dimitri Yachvili, 7 Julien Bonnaire, 8 Sébastien Chabal, 6 Serge Betsen, 5 Lionel Nallet, 4 Jérôme Thion, 3 Pieter de Villiers, 2 Raphaël Ibañez (cap.), 1 Olivier Milloud.
  - Remplaçants : 
 16 Sébastien Bruno, 17 Nicolas Mas, 18 Pascal Papé, 19 Imanol Harinordoquy, 20 Pierre Mignoni, 21 Lionel Beauxis, 22 Cédric Heymans

## Cinquième journée

### Italie - Irlande
Résultat
| Équipes            | Italie - Irlande |
| Score              | 24-51 - (12-20) |
| Date               | 17 mars 2007 |
| Stade              | Stade Flaminio à Rome |
| Arbitre            | Jonathan Kaplan Afrique du Sud |
| Évolution du score | 0-0, 0-3, 3-3, 6-3, 6-8, 6-13, 9-13, 12-13, 12-20, 12-27, 12-32, 12-39, 12-46, 17-46, 17-51, 24-51                                                                  |
| Italie             | 2 essais (Bortolami 75e, De Marigny 80e) 1 transformation (Scanavacca 81e) 2 drops (Pez 12e, 29e) 2 pénalités (Pez 15e, 26e)                                        |
| Irlande            | 8 essais (Dempsey 17e, 46e, Easterby 21e, D'Arcy 39e, Horgan 51e, Hickie 55e, 77e, O'Gara 59e) 4 transformations (O'Gara 39e, 46e, 55e, 59e) 1 pénalité (O'Gara 6e) |

Les Irlandais commencent le match de manière très convaincante, offrant un festival de jeu offensif face auquel les Italiens ont le plus grand mal à défendre. L'Italie évite de sombrer en première mi-temps grâce à de nombreux points au pied, mais ne fait que retarder l'échéance. Au retour des vestiaires, l'Irlande reprend rapidement l'ascendant pour enchaîner les points et avoir jusqu'à 29 points d'écart. Une réaction italienne en toute fin de rencontre permet aux Azzurri de rendre la défaite moins écrasante.
Composition des équipes
- Italie
  - Titulaires :
 15 Roland De Marigny, 14 Kaine Robertson, 13 Ezio Galon, 12 Mirco Bergamasco, 11 Matteo Pratichetti, 10 Ramiro Pez, 9 Alessandro Troncon, 8 Sergio Parisse, 7 Maurizio Zaffiri, 6 Alessandro Zanni, 5 Marco Bortolami, 4 Santiago Dellapè, 3 Carlos Nieto, 2 Carlo Festuccia, 1 Salvatore Perugini
  - Remplaçants : 
16 Leonardo Ghiraldini, 17 Fabio Staibano, 18 Valerio Bernabo, 19 Josh Sole, 20 Paul Griffen, 21 Andrea Scanavacca, 22 Matteo Barbini.

- Irlande
  - Titulaires : 
15 Girvan Dempsey, 14 Shane Horgan, 13 Brian O'Driscoll, 12 Gordon D'Arcy, 11 Denis Hickie, 10 Ronan O'Gara, 9 Peter Stringer, 8 Denis Leamy, 7 David Wallace, 6 Simon Easterby, 5 Mick O'Driscoll, 4 Donncha O'Callaghan, 3 John Hayes, 2 Rory Best, 1 Marcus Horan.
  - Remplaçants : 
16 Jerry Flannery, 17 Simon Best, 18 Trevor Hogan 19 Neil Best, 20 Eoin Reddan, 21 Paddy Wallace, 22 Andrew Trimble.

### France - Écosse
Résultat
| Équipes            | France - Écosse |
| Score              | 46-19 (20-14) |
| Date               | 17 mars 2007 |
| Stade              | Stade de France à Saint-Denis |
| Arbitre            | Craig Joubert Afrique du Sud |
| Évolution du score | 0-0, 0-7, 3-7, 10-7, 17-7, 20-7, 20-14, 27-14, 32-14, 39-14, 39-19, 46-19 |
| France             | 6 essais (Harinordoquy 28e, Jauzion 33e, Marty 51e, Heymans 58e, Milloud 62e, Vermeulen 80e) 5 transformations (Beauxis 28e, 33e, 51e, 62e, 80e) 2 pénalités (Beauxis 19e, 36e) |
| Écosse             | 3 essais (Walker 7e, Lamont 40e, Murray 76e) 2 transformations (Paterson 7e, 40e)                                                                                               |

Grâce à un essai marqué à la dernière minute de jeu, les Français l'emportent par 27 points d'écart. Ils devaient gagner par plus de 23 points d'écart pour dépasser l'Irlande au classement et espérer remporter le Tournoi, avant le dernier match qui oppose un peu plus tard l'Angleterre au pays de Galles. Les Français remportent le Tournoi devant l'Irlande à la suite de la défaite des Anglais à Cardiff.
Composition des équipes
- France
  - Titulaires :
15 Clément Poitrenaud, 14 Vincent Clerc, 13 David Marty, 12 Yannick Jauzion, 11 Cédric Heymans, 10 Lionel Beauxis, 9 Pierre Mignoni, 7 Julien Bonnaire, 8 Imanol Harinordoquy, 6 Serge Betsen, 5 Lionel Nallet, 4 Jérôme Thion, 3 Pieter de Villiers, 2 Raphaël Ibañez (cap.), 1 Olivier Milloud.
  - Remplaçants : 
16 Sébastien Bruno, 17 Nicolas Mas, 18 Pascal Papé, 19 Elvis Vermeulen, 20 Jean-Baptiste Élissalde, 21 Damien Traille, 22 Christophe Dominici

- Écosse
  - Titulaires : 
15 Chris Paterson (cap.), 14 Sean Lamont, 13 Rob Dewey, 12 Andrew Henderson, 11 Nikki Walker, 10 Dan Parks, 9 Rory Lawson, 8 John Beattie, 7 Kelly Brown, 6 Simon Taylor, 5 Scott Murray, 4 Nathan Hines, 3 Euan Murray, 2 Ross Ford, 1 Gavin Kerr.
  - Remplaçants : 
16 Dougie Hall, 17 Allan Jacobsen, 18 James Hamilton, 19 Allister Hogg, 20 Chris Cusiter, 21 Marcus Di Rollo, 22 Rory Lamont.

### Galles - Angleterre
Résultat
| Équipes            | Pays de Galles - Angleterre                                                                                        |
| Score              | 27-18 - (18-15) |
| Date               | 17 mars 2007 |
| Stade              | Millennium Stadium à Cardiff                                                                                       |
| Arbitre            | Alain Rolland Irlande                                                                                              |
| Évolution du score | 0-0, 7-0, 10-0, 15-0, 15-7, 15-10, 18-10, 18-15, 18-18, 21-18, 24-18, 27-18                                        |
| Galles             | 2 essais (Hook 2e, Horsman 14e) 1 transformation (Hook 2e) 1 drop (Hook 68e) 4 pénalités (Hook 11e, 39e, 65e, 74e) |
| Angleterre         | 2 essais (Ellis 32e, Robinson 40e) 1 transformation (Flood 32e) 1 drop (Flood 35e) 1 pénalité (Flood 46e)          |

Les Gallois dominent au début du match, puis se font remonter à la marque (18-18), ils reprennent l'avantage en fin de match grâce à deux pénalités et un drop de James Hook. Le pays de Galles remporte son premier succès du Tournoi et les Anglais terminent à la 3e place.
Composition des équipes
- Pays de Galles
  - Titulaires : 
15 Kevin Morgan, 14 Mark Jones, 13 Tom Shanklin, 12 Gareth Thomas (cap.), 11 Shane Williams, 10 James Hook, 9 Dwayne Peel, 8 Ryan Jones, 7 Martyn Williams, 6 Alix Popham, 5 Alun Wyn Jones, 4 Ian Gough, 3 Chris Horsman, 2 Matthew Rees, 1 Gethin Jenkins
  - Remplaçants : 16 T Rhys Thomas, 17 Duncan Jones, 18 Adam Jones, 19 Brent Cockbain, 20 Jonathan Thomas, 21 Mike Phillips, 22 Ceri Sweeney

- Angleterre
  - Titulaires : 
15 Mark Cueto, 14 David Strettle, 13 Mathew Tait, 12 Mike Catt (c), 11 Jason Robinson, 10 Toby Flood, 9 Harry Ellis, 8 Joe Worsley, 7 Tom Rees, 6 James Haskell, 5 Tom Palmer, 4 Martin Corry, 3 Julian White, 2 George Chuter, 1 Tim Payne
  - Remplaçants : 16 Lee Mears, 17 Stuart Turner, 18 Louis Deacon, 19 Magnus Lund, 20 Shaun Perry, 21 Shane Geraghty, 22 Jamie Noon